# Sonniloquio
Più noto con la locuzione "parlare nel sonno" che lo descrive, il sonniloquio  è una parasonnia, come il sonnambulismo e il bruxismo. Non causa alterazioni qualitative o quantitative del sonno e il paziente si sveglia senza averne il ricordo.

## Eziologia
Frequentemente le cause di questo disturbo del sonno sono da rintracciarsi in stress emotivi, depressione e malattie febbrili, ma esso può verificarsi anche in soggetti perfettamente sani.
Il disturbo si presenta prevalentemente nel sonno NREM e in misura minore in quello REM.

## Clinica
Non sono note differenze di incidenza del disturbo tra i due sessi.
In genere il discorso del sonniloquio inizia con un tono pacato, per diventare man mano più concitato fino a gridare, con contenuti di risentimento e ostilità. Quasi sempre le parole non sono intellegibili. 
Il disturbo non è associato a fattori predisponenti noti; comunemente può presentarsi in associazione ad altre parasonnie.
La letteratura scientifica sull'argomento è piuttosto scarsa, ed in genere fa riferimento ad episodi tipici dell'età infantile e pre-post puberale.
Nel 2014 è stato pubblicato un lavoro che mette in relazione un caso di sonniloquio in un soggetto con una patologia tiroidea.
Il disturbo, che è autolimitante, non necessita di solito di trattamenti; solo nei casi più gravi si praticano le stesse misure del sonnambulismo.